# Витковићи (Горажде)
Витковићи су насељено мјесто у Босни и Херцеговини, у граду Горажду, које административно припада Федерацији Босне и Херцеговине. Према попису становништва из 2013. у насељу је живјело 942 становника.

## Становништво
| Националност       | 2013.        | 1991.        | 1981.        | 1971.        |
| Муслимани          | 913 (96,92%) | 628 (58,14%) | 545 (47,06%) | 496 (44,48%) |
| Срби               | 11 (1,17%)   | 372 (34,44%) | 455 (39,29%) | 511 (45,82%) |
| Хрвати             |              | 6 (0,55%)    | 10 (0,86%)   | 18 (1,61%)   |
| Југословени        | –            | 47 (4,35%)   | 121 (10,44%) | 36 (3,22%)   |
| остали и непознато | 18 (1,91%)   | 27 (2,50%)   | 27 (2,33%)   | 54 (4,84%)   |
| Укупно             | 942          | 1.080        | 1.158        | 1.115        |